# Ipoblasto
L'ipoblasto è uno dei due monostrati di cellule che derivano dall'embrioblasto, insieme all'epiblasto, che formano il disco embrionale: è costituito da cellule cubiche adiacenti alla cavità esocelomatica della blastocisti e si forma durante la seconda settimana di sviluppo embrionale. L'ipoblasto forma dunque il tetto della cavità esocelomatica ed è in continuazione con la membrana esocelomatica. A partire dalla terza settimana, con l'avvento della gastrulazione, l'ipoblasto verrà sostituito dai movimenti cellulari della linea primitiva, formatasi all'inizio della terza settimana nell'epiblasto, che formeranno uno dei tre foglietti embrionali, l'endoderma embrionale. La placca precordale, sito della futura membrana orofaringea, si forma, alla fine della terza settimana di sviluppo dell'embrione, tramite un ispessimento delle cellule dell'ipoblasto nella sua porzione craniale.